# Natasha Arthy
Natasha Arthy (født 23. maj 1969 i Gentofte) er en dansk filminstruktør. Arthy er og har blandt andet instrueret filmene Fanny Farveløs (1997), Mirakel (2000) Se til venstre, der er en svensker (2003), og mini-tv-serien Container Conrad (1995) Y's Fantom Farmor (1996) Drengen de kaldte Kylling (1997), kortfilmen Pip og papegøje (2005) og Heartless (tv-serie i 4 afsnit) 2014.

## Filmkarriere
Med instruktionen af Se til venstre, der er en svensker indskrev Arthy sig som en af de få kvindelige dogmeinstruktører.
I marts 2007 afsluttede Natasha Arthy optagelserne til sin film med arbejdstitlen Aicha produceret af Nimbus Film. Filmen kom til at hedde Fighter og fik stor succes. Det er en actionfilm om Kung-Fu og om at være muslim i et kristent land.

### Honey
Arthy instruerede filmen Honey, der fik premiere i 2025, som hun også skrev manuskriptet til sammen med Mette Eike Neerlin, og med Selma Sol í Dali Pape i titelrollen. De tre havde også arbejdet sammen i forbindelse med julekalenderen Julefeber sendt i 2020 på DR. Dagbladet Information skrev ved premieren på Honey, at det var den bedste børnefilm længe, og at den cementerede Arthys status som den bedste danske børnefilminstruktør på det tidspunkt.